# Fuchsia loxensis
Espèce
Statut de conservation UICN

 LC  : Préoccupation mineure
Fuchsia loxensis est une espèce de plantes à fleurs de la famille des Onagraceae. Il est endémique en Équateur

## Description
Les Fuchsia loxensis sont des arbustes densément ramifiés de 1 à 6 m de hauteur. Les jeunes pousses sont couvertes de poils fins tandis que les tiges matures ont une écorce floconneuse de couleur havane de 8 à 40 mm d'épaisseur. Les feuilles sont généralement groupées par trois ou quatre, membraneuses, elliptiques, de 2 à 13 x 0,8 à 4 cm. Elles sont d'un vert moyen à foncé sur le dessus et d'un vert pâle en dessous. Le bord de la feuille est dentelé et les pétioles sont généralement poilus et mesurent 7 à 17 mm de long. Les stipules sont étroitement lancéolées, 2-4 x 1 mm de large. Les fleurs sont solitaires ou peu nombreuses, avec des pédicelles tombants de 8-32 mm de long. L'ovaire est ellipsoïde à cylindrique, 5-8 x 1,5-2,5 mm. Le tube floral est en forme d'entonnoir, 19-33 x 2-4 mm de large, avec des sépales rouge vif et des pétales rouges marginalement plus larges. Les filaments sont rouges, longs de 4 à 7 mm, et le style est rouge. La baie est ellipsoïde, 13-18 x 7-10 mm, devenant rouge-pourpre à maturité. Les graines mesurent 1,5-2 mm x 0,8 mm de large.

## Répartition
Ce taxon se rencontre dans le pays suivant : Équateur.

## Systématique
Le nom correct complet (avec auteur) de ce taxon est Fuchsia loxensis Kunth.
Fuchsia loxensis a pour synonymes :
- Fuchsia apiculata I.M.Johnst.
- Fuchsia umbrosa Benth.